# 王茂林
王茂林（1934年12月—），男，江苏启东人，中华人民共和国政治人物，曾任中共山西和湖南省委书记、中央宣传思想工作领导小组副组长。

## 生平

### 早年生涯
1951年7月至1953年1月，就读于上海沪北会计专修班会计专业学习，中专学历。为响应国家开发能源的号召，他来到山西大同矿务局煤峪口矿。1956年6月，加入中国共产党。当时，属于矿上少有的知识分子，先是被安排为记录员。1961年至1967年2月，任该矿副矿长、矿长。1963年至1964年曾在北京煤炭干部管理学院采煤专业班学习。1969年以后，作为又红又专的典型，受到大力提拔，1969年8月后，历任采煤队队长、区长、矿生产组长、矿党委书记兼革命委员会主任。1973年初，任煤炭部赴英国监造组组长。同年8月起任大同矿务局党委常委、副局长、党委副书记。

### 进入山西省省委
1976年，当时的省委书记王谦在老资格的郭钦安大力推荐下，提拔他与韩英担任山西省经济领导小组副组长。1977年任山西省革委会副主任。1979年后，罗贵波又安排他担任山西省人民政府副省长。1982年9月，兼任中共太原市委副书记、太原市市长。王建功是中共太原市委书记，是太原历史上少有的副省级双领导配备。1984年，王茂林力主将迎泽大街两旁的围墙拆掉，改换为护栏；又兴修了2条公共汽车线路。太原市的大小媒体反复宣传报道，称之为“人民的好市长”。1985年，王建功接替李修仁任山西省委副书记、王茂林递补为中共太原市委书记。王建功和王茂林年龄相当，但是资历更深，王建功实际上比胡锦涛等更早担任共青团中央书记处书记。一般人当时都看好王建功接班担任省委第一书记，但是1987年中央选择并且支持了李立功一派。王建功被免职后，降级调往山东泰安。王茂林接任，出任山西省委副书记。同年在中共十三大上当选为中央委员。1991年3月任中共山西省委书记、省军区党委第一书记。1993年1月当选为山西省政协主席。

### 主政湖南
后来，王茂林与胡富国不和，被中共中央调往湖南，1993年9月至1998年1月担任中共湖南省委书记。尽管为官风格勇于改革，然而1996年香港经济导报社出版了师东兵的《从矿工到省委书记——记王茂林》中，王茂林被描述成“中国出了个毛泽东”，“大同出了个王茂林”，致使海内外哗然，王茂林的仕途深受影响。1998年1月，在湖南省第九届人大一次会议上，王茂林担任湖南省人大常委会主任。

### 调入中央
1998年9月，调往中央，任中共中央宣传思想工作领导小组副组长。2000年6月，兼任国务院防范和处理邪教问题办公室（610办公室）主任。2002年4月任全国人大法律委员会副主任委员。2003年3月，在十届全国人大一次会议上当选为全国人大常委，任全国人大法律委员会副主任委员。2005年11月当选中国生产力学会会长。